# Arjan Tien
Arjan Tien (1968) is een Nederlands dirigent.

## Opleiding
Tien was aanvankelijk violist en altviolist. Hij studeerde af met onderscheiding als Uitvoerend Musicus in 1994. Als altviolist was hij aanvoerder van de altviolen in het Nationaal Jeugd Orkest. Van 1992 tot 2005 was hij altviolist in het Radio Filharmonisch Orkest. Tien studeerde orkestdirectie bij George Hurst, Jean Fournet en Roberto Benzi.

## Activiteiten
Vanaf het seizoen 2006/2007 is Tien chef-dirigent van het Magogo Kamerorkest in Tilburg. In 1998 dirigeerde Tien voor de eerste maal het KwaZulu Natal Philharmonic Orchestra in Durban, Zuid-Afrika. Sindsdien leidt hij regelmatig producties bij dit orkest en bij andere orkesten in Zuid-Afrika. Hij maakte een cd met het Chamber Orchestra of South Africa met de Altrhapsodie van Brahms met Sibongile Khumalo als soliste. Tien was assistent-dirigent bij het Radio Filharmonisch Orkest van 1999 tot 2001.
In 2000 was hij dirigent van het Jeugdorkest Nederland. Hij leidde concerten in de Robeco-zomerconcerten in het Concertgebouw in Amsterdam en met het Metropole Orkest, waarmee hij CD- en DVD-opnamen maakte.
Naast Zuid-Afrika, gaf Tien concerten in onder andere Brazilië, Duitsland, Hongarije, Griekenland, Oostenrijk, Slovenië, Turkije, Zweden en Zwitserland. In Nederland leidde hij de Kapel van de Koninklijke Luchtmacht, het Orkest van het Oosten, het Radio Filharmonisch Orkest Holland en Het Gelders Orkest. Hij leidde premières van onder andere Deux Entr'actes Tragiques van Richard Wagner (wereldpremière) en Les Animaux Modèles van Francis Poulenc (Nederlandse première). Ook is hij operadirigent: onder andere van de opera's Les Contes d'Hoffmann van Offenbach, Gods Videotheek van Monique Krüs en La Traviata van Giuseppe Verdi.
Van 2017 tot 2025 was Arjen Tien chef-dirigent en artistiek leider van de Marinierskapel der Koninklijke Marine. In die rol bekleedt hij de rang van Majoor der Mariniers. 
Tot slot is Tien hoofdvakdocent orkestdirectie aan de Fontys Hogeschool voor de Kunsten in Tilburg.

## Prijzen en onderscheidingen
In 1997 won hij de eerste prijs Rotary-Faller op het concours van de internationale masterclass voor dirigenten in La Chaux-de-Fonds (Zwitserland). De cd Quand tu dors met Wende Snijders werd bekroond met een Edison. Tien kreeg De zilveren Waalbrugspeld (Nijmegen) op 13 november 2007.